# Galeries Lafayette Champs-Élysées
Les Galeries Lafayette Champs-Élysées sont un grand magasin du Groupe Galeries Lafayette, une des trois implantations à Paris de l’enseigne Galeries Lafayette.

## Situation
Le grand magasin est situé aux nos 52-60 avenue des Champs-Élysées, à l'angle avec la rue La Boétie.

## Histoire

### Siège de laFirst citybank of New York
Le fondateur des Galeries Lafayette, Théophile Bader, achète en 1927 l'hôtel de Massa. Celui-ci est déplacé pierre par pierre à son emplacement actuel, rue du Faubourg-Saint-Jacques, afin de permettre la construction d'un grand magasin. Mais la crise de 1929 met fin aux ambitions de Bader et le terrain est revendu à la banque américaine First citybank of New York. André Arfvidson construit ce bâtiment art déco entre 1929 et 1931. Le bâtiment abrite le siège français de la banque américaine, ainsi que des boutiques de luxe et des locaux ou bureaux commerciaux.  
Au rez-de-chaussée, l'immeuble est coupé par la galerie Élysées-La-Boétie, passage public couvert qui relie l'avenue des Champs-Élysées à la rue La Boétie. Les boutiques se trouvent en bordure de ce passage, ainsi que de l'avenue des Champs-Élysées et de la rue La Boétie. Dans l'un des grands halls du rez-de-chaussée, se trouve l'agence bancaire, accessible soit depuis l'avenue, soit depuis le rond-point de la galerie commerçante. 
Au sous-sol la partie centrale de l'immeuble est occupée par un coffre-fort entièrement réalisé en béton armé et comportant deux étages (le premier sous-sol pour la clientèle et le second pour la banque). Une grande partie des sous-sols restent sans usage particulier ; une partie est occupée par les organes vitaux de l'immeuble (chaufferie, réservoirs à mazout, locaux de ventilation mécanique, cabines haute et basse tension, etc.), par les locaux de service de la banque et par un club des employés. 
Au premier étage, se trouvent les services au public et la direction de la banque. Une grande partie du deuxième étage de l'immeuble est également occupée par les divers services de la banque. Du troisième au sixième étages, les locaux sont loués comme bureau. 
Sur la terrasse, au-dessus du sixième étage, la banque a fait aménager un pavillon d'agrément avec jardin, afin d'y aménager une salle à manger réservée à l'état-major de la banque et à ses clients de marque,. Les ferronneries sont l’œuvre de Raymond Subes et les lambris et dessin des luminaires celle de Jacques-Émile Ruhlmann.

### Reconversion en magasin (Prisunic,Virgin Megastore)
Dès les années 1930, des modifications sont apportées pour implanter un magasin Prisunic et un cinéma de 350 places. En 1960, le toit-terrasse est entièrement réaménagé par Marion Tournon-Branly et Bernard de la Tour d'Auvergne. Le Prisunic est par la suite remplacé par Monoprix ; ce magasin occupe toujours les locaux.
Le premier Virgin Megastore de France ouvre au rez-de-chaussée et au sous-sol du bâtiment le 31 octobre 1988. Le 17 juin 2013, la division Virgin Megastore France est placée en liquidation judiciaire et le magasin parisien ferme comme tous les autres. 

Le bâtiment avant la restauration de 2016-2019
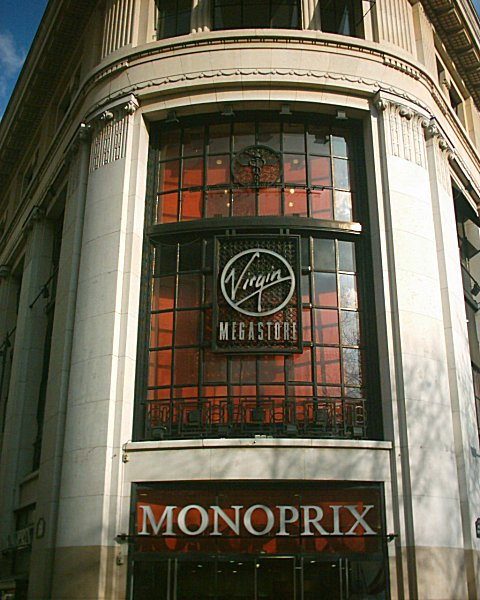
Angle de l'avenue des Champs-Élysées et de la rue La Boétie
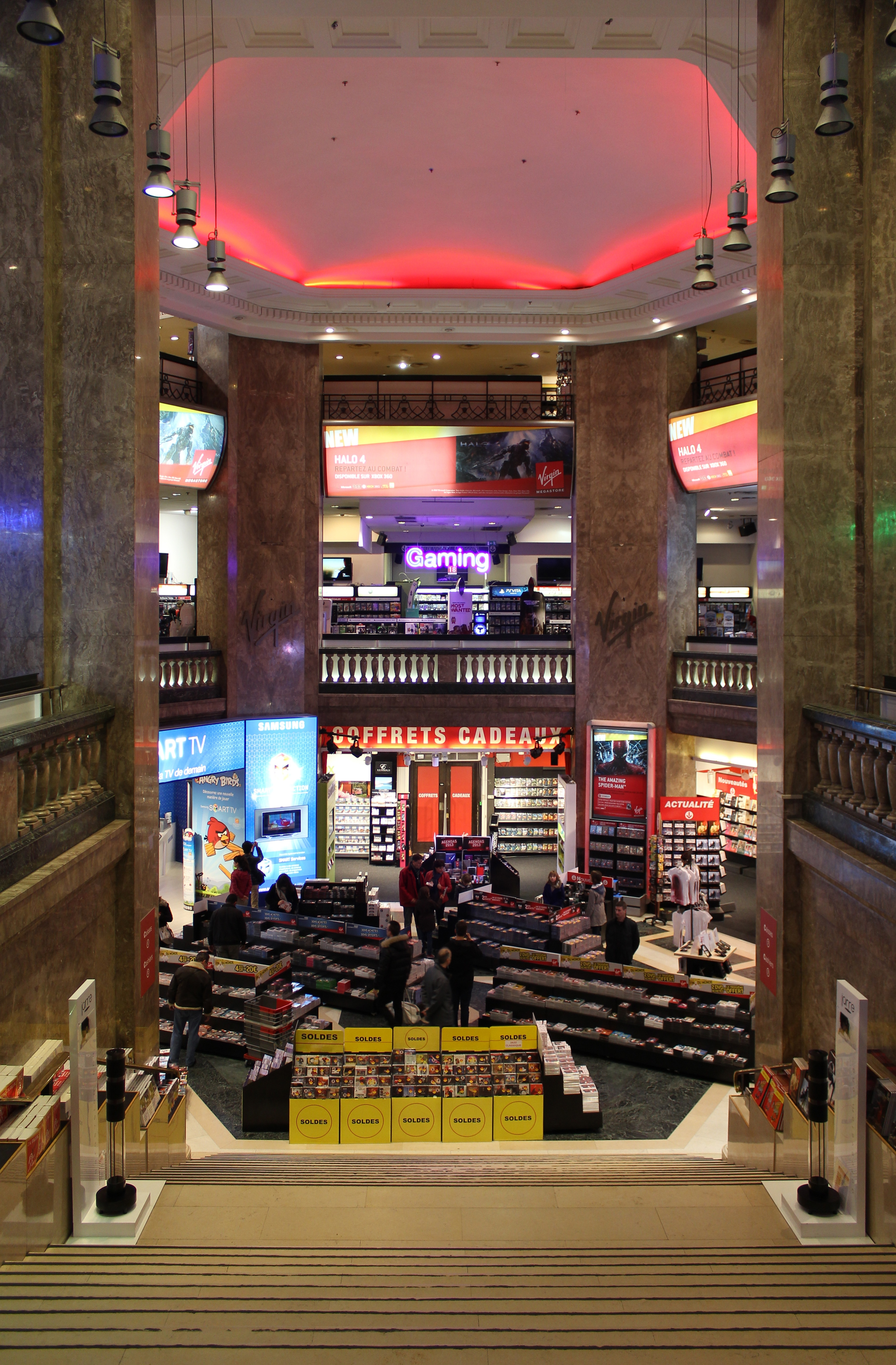
L'un des grands halls
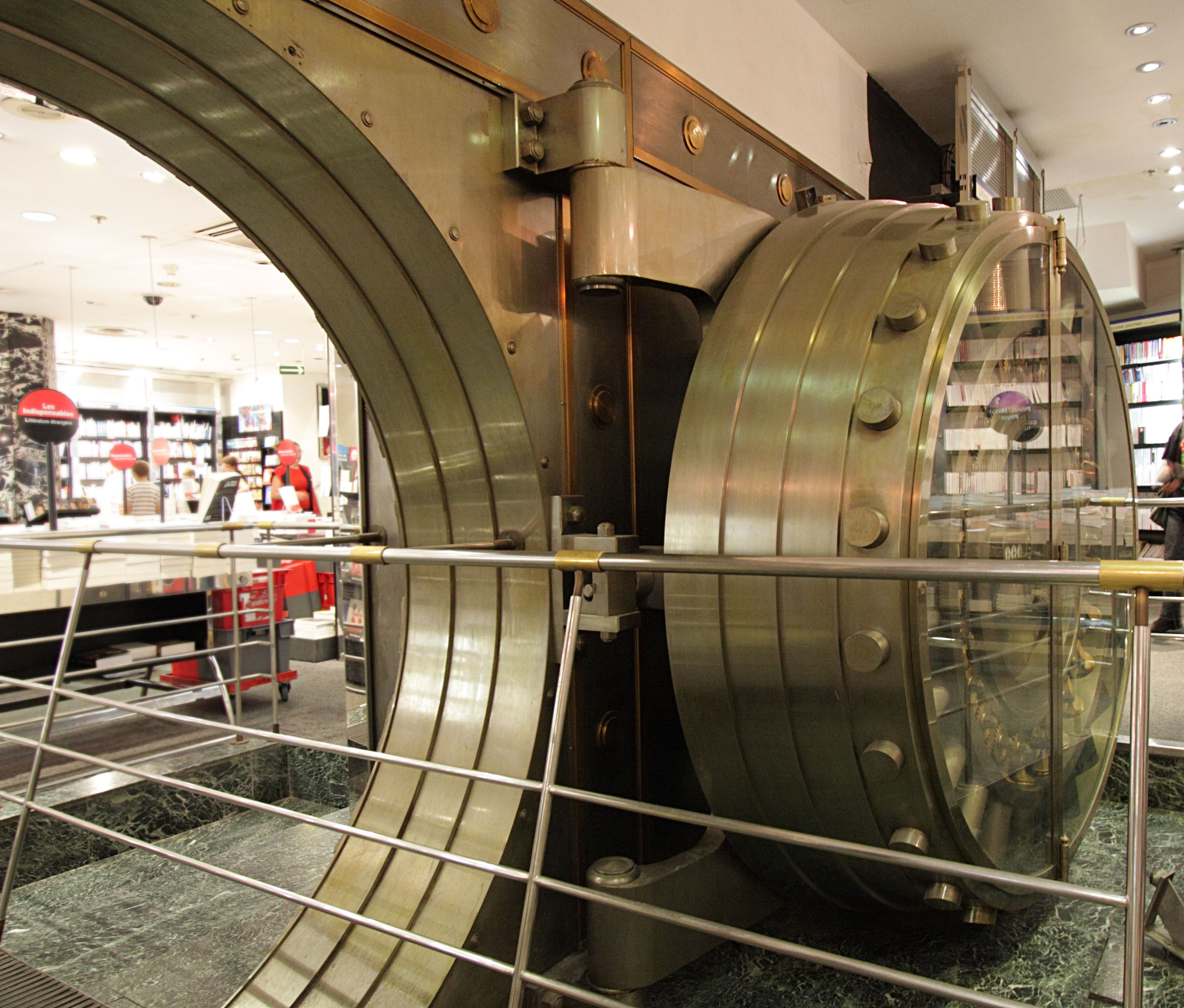
L'ancienne salle des coffres

### Reprise par lesGaleries Lafayette
Racheté en 2012 par le Qatar à Groupama, il est rénové à partir de 2016 après la fermeture du Virgin en vue d'accueillir un magasin des Galeries Lafayette ; la galerie Élysées-La-Boétie ferme à l'occasion. Le nouveau magasin est inauguré le 27 mars 2019.